# Birger Åsander
Lars Birger Åsander, född 13 juli 1909 i Kramfors, Västernorrlands län, död 17 januari 1984 i Johanneshov, Stockholm, var en svensk skådespelare.
Åsander började som amatörskådespelare i Kramfors. Han filmdebuterade 1938 i Ivar Johanssons I nöd och lust och medverkade sedan i närmare 100 film- och TV-produktioner. Han är begravd på Dalarö kyrkogård.

## Filmografi i urval
- 1938 – I nöd och lust
- 1938 – Karriär
- 1940 – Romans
- 1940 – Stål
- 1941 – Soliga Solberg
- 1942 – Kan doktorn komma?
- 1942 – Rid i natt!
- 1943 – Elvira Madigan
- 1943 – Anna Lans
- 1943 – Brödernas kvinna
- 1943 – Kvinnor i fångenskap
- 1944 – Skogen är vår arvedel
- 1944 – Flickan och Djävulen
- 1944 – Mitt folk är icke ditt
- 1944 – Vi behöver varann
- 1944 – Prins Gustaf
- 1944 – Kejsarn av Portugallien
- 1945 – Sten Stensson kommer till stan
- 1945 – Rosen på Tistelön
- 1945 – Barnen från Frostmofjället
- 1945 – Sextetten Karlsson
- 1945 – Rattens musketörer
- 1945 – Brott och straff
- 1945 – Bröderna Östermans huskors
- 1945 – Vandring med månen
- 1946 – Barbacka
- 1946 – Bröllopet på Solö
- 1946 – Pengar – en tragikomisk saga
- 1946 – Rötägg
- 1946 – Ballongen
- 1947 – Pappa sökes
- 1947 – Rallare
- 1947 – Onda ögon
- 1947 – Bruden kom genom taket
- 1947 – Livet i Finnskogarna
- 1947 – Det kom en gäst
- 1948 – Ådalens poesi
- 1948 – Flottans kavaljerer
- 1948 – Hammarforsens brus
- 1948 – Soldat Bom
- 1948 – De kämpade sig till frihet
- 1949 – Havets son
- 1949 – Lång-Lasse i Delsbo
- 1949 – Janne Vängman på nya äventyr
- 1950 – Två trappor över gården
- 1951 – Spöke på semester
- 1952 – En fästman i taget
- 1952 – För min heta ungdoms skull
- 1952 – Flyg-Bom
- 1953 – Det var dans bort i vägen
- 1953 – Mästerdetektiven och Rasmus
- 1953 – Göingehövdingen
- 1954 – Salka Valka
- 1954 – Taxi 13
- 1954 – Gud Fader och tattaren
- 1955 – Stampen
- 1955 – Den glade skomakaren
- 1955 – Hoppsan!
- 1955 – Hemsöborna
- 1956 – Skorpan
- 1956 – Främlingen från skyn
- 1956 – Lille Fridolf och jag
- 1956 – Suss gott
- 1956 – Ratataa
- 1956 – Sången om den eldröda blomman
- 1956 – Den hårda leken
- 1957 – Johan på Snippen tar hem spelet
- 1957 – Vildmarkssommar
- 1957 – Räkna med bråk
- 1958 – Bock i örtagård
- 1959 – Guldgrävarna
- 1959 – Ryttare i blått
- 1959 – Hägringen
- 1961 – Änglar, finns dom?
- 1963 – Den gula bilen
- 1965 – Calle P
- 1965 – Åsa-Nisse slår till
- 1964 – Blåjackor
- 1971 – Badjävlar
- 1973 – Smutsiga fingrar
- 1973 – Pistolen
- 1974 – Huset Silfvercronas gåta (TV-serie)
- 1975 – Gyllene år (TV-serie)
- 1977 – Ärliga blå ögon (TV-serie)
- 1980 – Trollsommar

## Teater

### Roller
| År   | Roll         | Produktion                                                                   | Regi             | Teater                           |
| ---- | ------------ | ---------------------------------------------------------------------------- | ---------------- | -------------------------------- |
| 1954 | Fångvaktaren | Popperetten Bom Adolf Schütz, Paul Baudisch, Jules Sylvain och Gösta Rybrant | Nils Poppe       | Vasateatern                      |
| 1964 | Uwe Sievers  | Fysikerna Friedrich Dürrenmatt                                               | Lars Barringer   | Norrköping-Linköping stadsteater |
| 1967 |              | Sten Stensson Steen från Eslöv Carro Bergkvist                               | Leif Amble-Naess | Fredriksdalsteatern              |